# Wspólnota administracyjna Engen
Wspólnota administracyjna Engen – wspólnota administracyjna (niem. Vereinbarte Verwaltungsgemeinschaft) w Niemczech, w kraju związkowym Badenia-Wirtembergia, w rejencji Fryburg, w regionie Hochrhein-Bodensee, w powiecie Konstancja. Siedziba wspólnoty znajduje się w Engen.
Wspólnota administracyjna zrzesza dwa miasta i jedną gminę:
- Aach, miasto, 2 715 mieszkańców, 10,69 km²
- Engen, miasto, 10 200 mieszkańców, 70,53 km²
- Mühlhausen-Ehingen, 3 677 mieszkańców, 17,82 km²